# San Roque, Bắc Samar

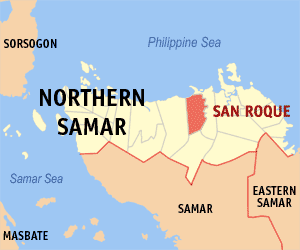
Bản đồ Northern Samar với vị trí của San Roque

San Roque là một đô thị hạng 5 ở tỉnh Bắc Samar, Philippines. Theo điều tra dân số năm 2000, đô thị này có dân số 19.845 người trong 3.505 hộ.

## Barangay
San Roque được chia thành 16 barangay.
| - Balnasan - Balud - Bantayan - Coroconog - Dale - Ginagdanan - Lao-angan - Lawaan | - Malobago - Pagsang-an - Zone 1 (Pob.) - Zone 2 (Pob.) - Zone 3 (Pob.) - Zone 4 (Pob.) - Zone 5 (Pob.) - Zone 6 (Pob.) |